# Movimiento Revolucionario de los Hombres Azules
El Movimiento Revolucionario de los Hombres Azules, original del francés Mouvement révolutionnaire des hommes bleus (por sus siglas MOREHOB), es una organización de resistencia saharaui y antiespañola fundada en 1969 por Moha R'guibi, también conocido como Eduardo Moha.
El MOREHOB reivindicaba la unión del Sahara Occidental a Marruecos, oponiéndose frontalmente al Frente Polisario. Tras la marcha de España en febrero de 1976 del Sahara, y la anexión del territorio al Reino alauita, la organización se disolvió.